# Ассен-Аймер, Фёдор Владимирович
Фёдор Владимирович Ассен-Аймер (1894 — ?) — советский старший офицер командного состава, участник Первой мировой и Гражданской войн, полковник.

## Биография
Родился 12 июля 1894 года в Белостоке, в дворянской семье. Отец — полковник, мать — дочь фабриканта. Отец, по некоторым данным, был личным секретарём великого князя Николая Николаевича Романова. Окончил 5 классов Гродненской мужской классической гимназии, поступил на работу в Гродненское губернское присутствие. В 1915 году из Гродно эвакуировался в Калугу, откуда мобилизован в армию. В 1916 году окончил Московскую школу прапорщиков и назначен в 77-й пехотный запасной полк в Тулу. В июне 1916 года отправлен на Северный фронт под Двинск, где находился до января 1918 года.

### Советское время
В январе 1918 года приехал в Калужскую губернию, Советом рабочих, солдатских и крестьянских депутатов назначен на должность комиссара по продовольствию. В апреле 1918 года вместе с другими руководителями Калужской Советской Республики после требования «о переводе из капиталов Тихонова монастыря 10 000 рублей на счет Врачебно-санитарного Комиссариата Калужской Советской Республики», с вооруженным отрядом прибыл осуществить реквизицию имущества в Свято-Тихоновом монастыре. Мероприятие проводилось с массой нарушений, грабежом населения, изъятием ценностей без описи. Были расстреляны архимандрит и казначей монастыря, а представитель местной власти Копылов заключен под стражу. В апреле 1918 года экстренное заседание, на котором было принято решение отозвать руководство республики (включая Ассен-Аймера) с постов, арестовать и заключить под стражу. Ассен-Аймен был смещен с должности комиссара по довольствию.
27 июля 1918 года назначен председателем Калужской губЧК. В ноябре совместно с губвоенкомом Варгановым командовал сводным отрядом (285 штыков, 4 пулемета и 2 орудия), вышедшим из Калуги в Медынь на подавление Медынского восстания. Далее — член «Штаба войск по водворению революционного порядка и ликвидации мятежа белогвардейцев, населению Медынского, Боровского и Малоярославецкого уездов, Калужской губернии».

#### Гражданская война
В начале 1919 года направлен на фронт Гражданской войны. Командовал Псковским полком войск ВЧК, затем полком войск ВЧК на Южном фронте. В декабре 1919 года вновь прибывает в Калугу, где назначается командиром 10-й стрелковой бригады войск ВЧК. В начале 1920 года проходил военную службу командиром бригады войск ВЧК на Туркестанском фронте. Впоследствии командовал частями особого назначения Бухарской республики. В 1921 года — член Калужской губернской контрольной комиссии.

#### Дальнейшая служба
В 1923 году по болезни отправлен в Москву в распоряжение РВСР, определён начальником штаба ЧОН Вятской губернии. В 1924 года вернулся в Калугу, где был назначен на должность заместителя начальника штаба 81-й дивизии. В январе 1926 года был направлен на работу в органы, затем в войска ОГПУ Московского военного округа. В 1930 году окончил 7-месячные курсы «Выстрел», в 1927—1930 годах — командир полка войск НКВД в Туле, в 1930—1933 годах — командир 2-го полка дивизии войск НКВД в Москве (ОМСДОН), в 1933—1936 годах — начальник снабжения этой же дивизии, с 1936 года — старший инспектор ГУПВО, откуда полковником был уволен в запас.
В 1938 года был заместителем директора магазина Диапозитовторга. Арестован ГУГБ НКВД 1 мая 1938 года по обвинению в участии в антисоветской заговорщической деятельности в войсках НКВД. Приговорён к 5 годам ИТЛ. Реабилитирован определением военной коллегии Верховного суда СССР от 27 июня 1957 года. В 1958 году упоминается в документах Пермского обкома КПСС
Упоминается в 1966 году как бывший работник ВЧК, полковник в отставке.

## Награды
- орден Трудового Красного Знамени,
- орден Красной Звезды 2-й степени Бухарской республики,
- медаль За отличную службу по охране общественного порядка.